# Psaliodes damia
Psaliodes damia là một loài bướm đêm trong họ Geometridae.